# 黃媽慶
黃媽慶（1952年—），台灣木雕藝術家，彰化縣人，現居於台灣彰化縣鹿港鎮。

## 簡介
黃媽慶出生於彰化縣鹿港鎮，因為身骨虛弱不適合從事漁業，因此黃媽慶從十四歲起從木雕家王錦宣，專攻雕花、神像、神轎等技巧，投身廟宇雕刻與商業性作品多年，但對藝術美學的愛好使他在1992年起毅然放棄商業代工，轉型進行藝術製作，著手圓雕、浮雕等類型的作品。
黃媽慶的作品刀工細膩，力求保持原木的樸實本質，尤善於將動植物、昆蟲動態時的樣貌化入刀下，他長年來積極參與各項比賽及展覽活動備受各界肯定，不僅被國立台灣工藝研究發展中心肯定，列定為工藝之家，2010年時海基會董事長江丙坤贈送給海協會會長陳雲林木雕作品「荷風蓮開」亦是出自黃媽慶的手筆。

## 展演記錄
- 1996年　應邀國立台灣藝術教育「鼠躍天開」丙子年迎春吉慶大展
- 1996年　舉辦鶴軒藝術木雕新銳三人聯展
- 1997年　應邀參加文建會舉辦「民族工藝大展」暨現場示範表演
- 1997年　應邀參加國立台灣藝術教育館「牛耕藝耘」丁丑年迎春吉慶大展
- 1997年　應邀台中市民俗公園慶讚中元活動暨現場示範表演
- 1997年　應邀「國際木雕藝術節」展出
- 1997年　參加省立彰化社教館「逸廬雅集」十人聯展
- 1997年　參加鶴軒藝術故鄉情木石雕四人聯展
- 1997年　漢僑生活藝術館木雕雙個展
- 1998年　鹿港木雕展
- 1999年　兔年「總統府空間美化展」
- 1999年　三義木雕博物館邀請個展
- 1999年　台中縣文化中心邀請個展
- 2000年　高雄縣立文化中心邀請個展
- 2000年　台中市文化局個展
- 2000年　國父紀念館邀請個展
- 2001年　嘉義縣文化局個展
- 2001年　佛光山美術館邀請個展
- 2001年　新竹市文化局邀請個展
- 2002年　南投縣政府文化局個展
- 2002年　新竹縣文化局邀請個展
- 2002年　北車站文化藝廊邀請個展
- 2003年　國立臺灣工藝研究所台北設計中心會員聯展
- 2003年　台灣手工業推廣中心中華工藝館「2003台灣當代木雕精品聯展」
- 2003年　行政院農業委員會林務局漂流木雕刻比賽名師創作邀請
- 2003年　立法院國會藝廊展邀請個展
- 2003年　嘉義文化局個展
- 2003年　台南縣文化局邀請個展
- 2003年　獲邀磺溪美展－彰化縣美術家接力個展
- 2004年　獲邀巴黎「農香春節猴年特展」
- 2004年　台南縣文化局邀請個展「亞太蘭花會議暨蘭展」
- 2004年　獲邀高雄市歷史博物館個展
- 2004年　國道北二高關西休息站文化藝廊個展
- 2004年　獲邀埔鹽鄉立圖書館個展
- 2004年　獲邀埤頭鄉立圖書館個展
- 2004年　苗栗木雕博物館會員聯展
- 2005年　苗栗木雕博物館「台灣當代木雕名家聯展」
- 2005年　獲邀德安購物中心個展
- 2005年　獲邀美國巡迴展「農曆春節雞年特展」
- 2005年　新竹市政府文化局雕刻二人展
- 2005年　獲邀台南縣文化局「台灣國際蘭展」
- 2005年　獲邀建國科技大學「對話空間平台」「藝術家的工作室」聯展
- 2005年　獲邀「彰化真才藝彰化藝達人展」
- 2005年　榮獲第一屆「大墩工藝師」大墩工藝師聯展
- 2005年　獲邀台中縣港區藝術中心個展
- 2005年　獲邀弘光科技大學個展
- 2005年　獲邀雲林科技大學個展
- 2006年　獲邀台灣國際蘭展－蘭花工藝品展
- 2006年　獲邀國立台灣工藝研究所個展
- 2006年　獲邀國立台灣工藝研究所「工藝之家」聯展
- 2006年　獲邀蘭為王者香「2006蘭花工藝展」
- 2006年　獲邀台南市立文化中心個展
- 2006年　獲邀多倫多及溫哥華台灣文化節，個展「台灣工藝展」
- 2006年　獲邀三義木雕博物館個展
- 2007年　獲邀彰化市藝術館個展
- 2007年　嘉義市文化局、嘉義市立博物館邀請展
- 2007年　台中市文化局邀請展
- 2008年　獲邀高雄市立歷史博物館個展
- 2008年　獲邀國立彰化師範大學個展
- 2008年　獲邀台北社教館個展
- 2008年　獲邀欣榮紀念圖書館個展
- 2008年　獲邀國立歷史博物館「生命之歌－黃媽慶木雕展」
- 2009年　獲邀彰化市福山寺「生耕致富 黃媽慶木雕展」
- 2009年　獲邀員林鎮公所「刀裡乾坤 黃媽慶木雕 邀請展」
- 2010年　獲邀荷香傳情黃媽慶木雕展
- 2010年　獲邀紅樓風采「工藝創作展」
- 2010年　獲邀臺中縣立港區藝術中心「觀心·關心－黃媽慶木雕展﹞
- 2010年　獲邀中正紀念堂「魚戲荷香 黃媽慶木雕邀請個展」典藏「三魚悠遊」
- 2010年  獲邀行政院藝廊 「遊於藝 台灣工藝之家特展」
- 2010年  獲邀國立台中圖書館「魚戲荷香 黃媽慶木雕邀請個展」
- 2010年  獲邀署立彰化醫院 「荷荷傳情 黃媽慶木雕邀請個展」
- 2010年  獲邀南瀛總爺藝術中心「荷飄瀛香 黃媽慶木雕邀請個展」
- 2010年  獲邀國立台灣研究發展中心「地方工藝常設展」
- 2010年  獲邀三義國際木雕藝術節「台灣&日本國際木雕藝術交流展」
- 2010年  獲邀高雄市立歷史博物館「木雕藝術之美特展」
- 2010年  獲邀財團法人海峽交流基金會典藏木雕作品「荷風蓮開」
- 2011年  舉辦周甲木雕巡迴展 : 「鹿港藝文館、三義木雕博物館、新竹市文化局、桃園縣文化局、台南市立文化中心、嘉義市立博物館」
- 2011年  獲邀嘉義文化創意園區「木紙基因 黃媽慶木雕邀請個展」
- 2011年  獲邀彰化市國際生活工藝雙年展邀請展
- 2012年  獲邀基隆市文化局「黃媽慶木雕個展」
- 2012年  獲邀新北市藝文中心「黃媽慶木雕個展」
- 2012年  獲邀台灣燈會在彰化-藝遊為境工藝特展邀請展
- 2012年  獲邀國立國父紀念館「黃媽慶木雕個展」
- 2012年  獲邀彰化美學館「黃媽慶木雕個展」
- 2012年  獲邀國立大甲高級工業職業學校「黃媽慶木雕個展」
- 2012年  獲邀桃園機場-當代竹木雕刻名家展
- 2013年  獲邀國立傳統藝術中心「黃媽慶木雕個展」
- 2013年  獲邀花蓮縣石雕博物館「黃媽慶木雕個展」
- 2013年  獲邀長耕養生文化村大廳「黃媽慶木雕個展」
- 2013年  獲邀台東生活美學館「黃媽慶木雕個展」
- 2013年  獲邀屏東美學館「黃媽慶木雕個展」
- 2013年  獲邀新竹生活美學館「黃媽慶木雕個展」
- 2013年  獲邀台灣21名家聯展
- 2013年  獲邀中華畫院藝術大展
- 2013年  獲邀彰化市立美術館「吾心吾景木雕個展」
- 2014年  獲邀台南生活美學館「黃媽慶木雕個展」
- 2014年  獲邀彰化師範大學「黃媽慶木雕個展」
- 2014年  獲邀明道中學「黃媽慶雕塑展」
- 2014年  獲邀南投工藝研究所生活美學館「黃媽慶木雕個展」
- 2014年  獲邀中正紀念堂梅花木雕展
- 2014年  獲邀巧奪天工-文創產業工藝展
- 2014年  獲邀國立台灣工藝研究發展中心-台灣工藝典藏展
- 2015年  獲邀國立中興大學「黃媽慶木雕個展」
- 2015年  獲邀磐興建設「黃媽慶木雕個展」
- 2015年  獲邀 Tsai gallery「順逆皆自然」個展
- 2015年  獲邀國史館台灣文獻館「順逆皆自然」個展
- 2015年  獲邀文化部文化資產局「順逆皆自然」個展
- 2015年  獲邀彰化縣立美術館「虛靜恬淡」個展
- 2016年  獲邀佛光山佛光緣美術館「生之韻」個展
- 2016年  獲邀埔鹽圖書館「生之韻」個展
- 2016年  獲邀中州科技大學「生之韻」個展
- 2017年  僑光科技大學通識教育中心僑光藝廊舉辦「黃媽慶－木雕創作個展」
- 2017年  財團法人台北行天宮附設玄空圖書館敦化總官「靜中真境－黃媽慶木雕創作展」個展
- 2017年  獲邀國立-台北當代工藝設計分館展區 「靜中見真境]個展
- 2018年  獲邀彰化戶政事務所妙造自然個展
- 2018年  國立雲林科技大學藝術中心「順逆皆自然」個展
- 2018年  永靖鄉綠海咖啡館「復歸於樸」個展
- 2018年  成美藝廊「真意忘言」個展
- 2018年  中正紀念堂1展廳「真意忘言木雕創作展」
- 2019年  高雄市文化中心.至真堂二館「勝事空自知 」個展
- 2019年  台中市葫蘆墩文化中心「勝事空自知 」個展
- 2019年  静宜大學藝術中心「 復歸於樸 」個展
- 2019年  彰化縣立美術館一樓「見素抱樸」個展
- 2019年  國立中興高級中學「蘊、生、初」個展
- 2019年  中友百貨時尚藝廊「樸茁」個展
- 2020年  鹿港鶴棲別墅「傳承、幸福的力量」個展
- 2020年  虎山藝術館「守愚、藏茁」個展
- 2020年  水里商工「復歸於樸」木雕創作展
- 2021年  二林鎮圖書館「將勤補拙」個展
- 2021年  彰化300年系列展—黃媽慶雕塑個展
- 2021年  三義木雕博物館「守愚藏拙」—黃媽慶木雕創作展
- 2021年  第一銀行總行「將勤補拙」—黃媽慶木雕個展
- 2022年  鹿港公會堂「守愚返樸木雕個展」
- 2022年  立法院文化走廊「細雕之趣個展」

## 單位典藏
- 1995年  高雄市美術館典藏『瓜情趣』
- 1995年  榮台南市第二屆文化獎典藏『鼠來寶』
- 1996年  獲台南市美展-鳳凰獎典藏『荷韻』
- 1996年  國立臺灣美術館典藏『輪迴』
- 1997年  三義木雕博物館典藏 5件『覓食』、『竹架之瓜』、『絲地綿綿』、 『蜻蜓點水不染塵』、『共生』
- 1998年  彰化縣文化局典藏『繁衍』
- 1999年  巴黎台北新聞文化中心典藏『母愛』
- 2000年  逢甲大學典藏『夜覓』
- 2003年  豐原行政院農業委員會林務局典藏『延續』
- 2004年  傳統藝術中心現代館典藏『絲瓜綿綿』、『蜻蜓荷葉』
- 2005年  雲林科技大學典藏『力爭』
- 2008年  高雄市立歷史博物館典藏『昇華』
- 2009年  頂新合德文教基金會典藏 6件『古厝之美』、『隨』、『風韻』、『瓜趣』、『荷花_春』、『瓜地綿綿』
- 2010年  財團法人海峽交流基金會典藏『花風連開』
- 2013年  國立中興大學典藏 2件『懷下守護花椰情』、『盛開』
- 2013年  文化部文化資產局典藏『魷魚』
- 2014年  國立彰化師範大學典藏 2件『翔鷹』、『風後含羞』
- 2016年  國立彰化生活美學館典藏『刮地綿延春來福–還原』
- 2017年  國立臺灣工藝研究發展中心典藏5件『受汙染的濕地』、『荷葉映紅蓮』、『一魷未盡』、『八魚自在』、『絲路』
- 2017年  佛光緣美術館典藏四件『猶憐玉色雨撐花』『順』、『木宮仙子斗紅妝』、 『崇高』
- 2017年  員林家商典藏1件『共存』
- 2019年  國立中正記念堂管理處典藏4件『禪心自在芳塵不染』、『瓜韻』、『馨逸羞荷』、『三魚悠遊』
- 2019年  彰化文化局典藏1件『紅葩迎曦』
- 2019年  静宜大學典藏2件『蕭蕭疏風亂雨荷』、『夏歌』
- 2020年  台中市政府文化局典藏1件『瓜韻』
- 2020年  文開國小典藏1件『向陽』
- 2020年  中友百貨公司典藏1件『蓮池映嫣紅』
- 2020年  國立雲林科技大學典藏2件『孺慕相依』、『鳥語寒梅何曾謝』

## 得獎記錄
- 1995年 榮獲台南市第一屆美展 - 鳳凰獎
- 1995年 榮獲高雄市第十二屆美展第一名
- 1995年 榮獲第三屆台灣工藝設計競賽入選
- 1995年 榮獲第九屆南瀛美展入選
- 1995年 榮獲第五十屆全省美展大會獎
- 1995年 榮獲第十四屆全國美展入選
- 1996年 榮獲第五屆民族工藝獎佳作
- 1996年 榮獲台南市第二屆美展文化獎
- 1996年 榮獲台灣區木雕創作比賽三名
- 1996年 榮獲第十三屆高雄市美展工藝類入選
- 1996年 榮獲第五十一屆全省美展入選
- 1996年 第十屆南瀛美展入選
- 1997年 榮獲台灣區木雕創作比賽第一名
- 1997年 榮獲第五屆台灣工藝設計競賽入選
- 1997年 榮獲第十一屆南瀛美展入選
- 1997年 榮獲第十四屆高雄市美展工藝類入選
- 1997年 榮獲第六屆裕隆文藝季木雕金質獎得主
- 1998年 榮獲第六屆台灣工藝設計競賽入選
- 1998年 榮獲第十五展全國美展入選
- 1998年 榮獲台灣區木雕藝創作比賽二名
- 1999年 榮獲台灣省二十二屆中興文藝獎章
- 2002年 大韓民國「世界男根雕刻大會」國際邀請賽獎勵獎
- 2015年 榮獲第八屆海峽兩岸（廈門）文化產業博覽交易會＂中華工藝精品獎＂－銀獎
- 2022年 榮獲頒發「彰化縣傳統工藝保存者」

## 資料來源
- 國立台灣工藝研究發展中心--黃媽慶[永久]
- 台灣工藝生活美學概念館--黃媽慶[永久]
- 台灣木雕協會--黃媽慶
- 黃媽慶官方網站 （页面存档备份，存于）